# Eotettix hebardi
Eotettix hebardi är en insektsart som beskrevs av Rehn, J.A.G. 1906. Eotettix hebardi ingår i släktet Eotettix och familjen gräshoppor. Inga underarter finns listade i Catalogue of Life.